# Vânzător

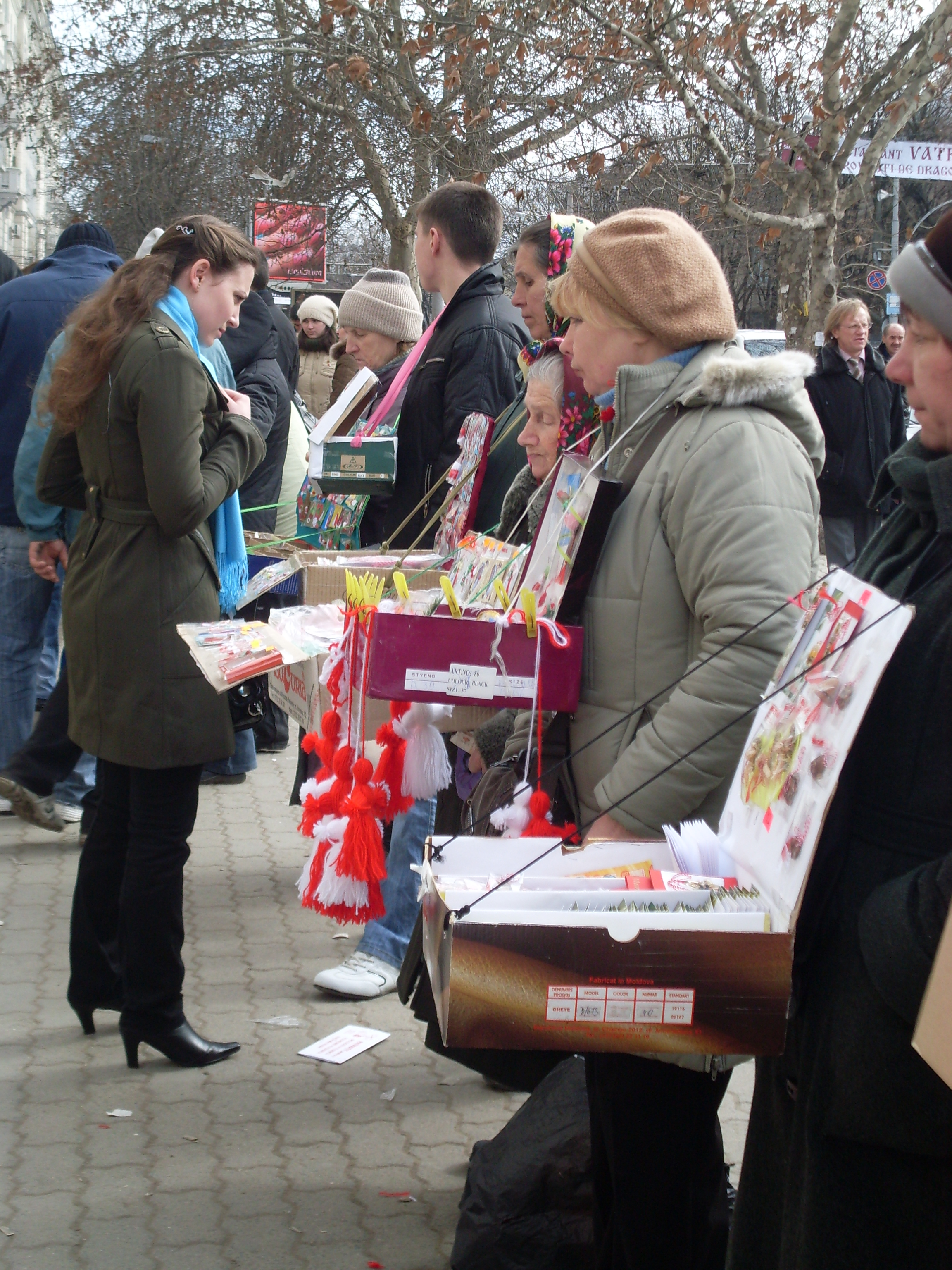
Vânzători de mărțișoare în Chișinău (1 martie 2009).

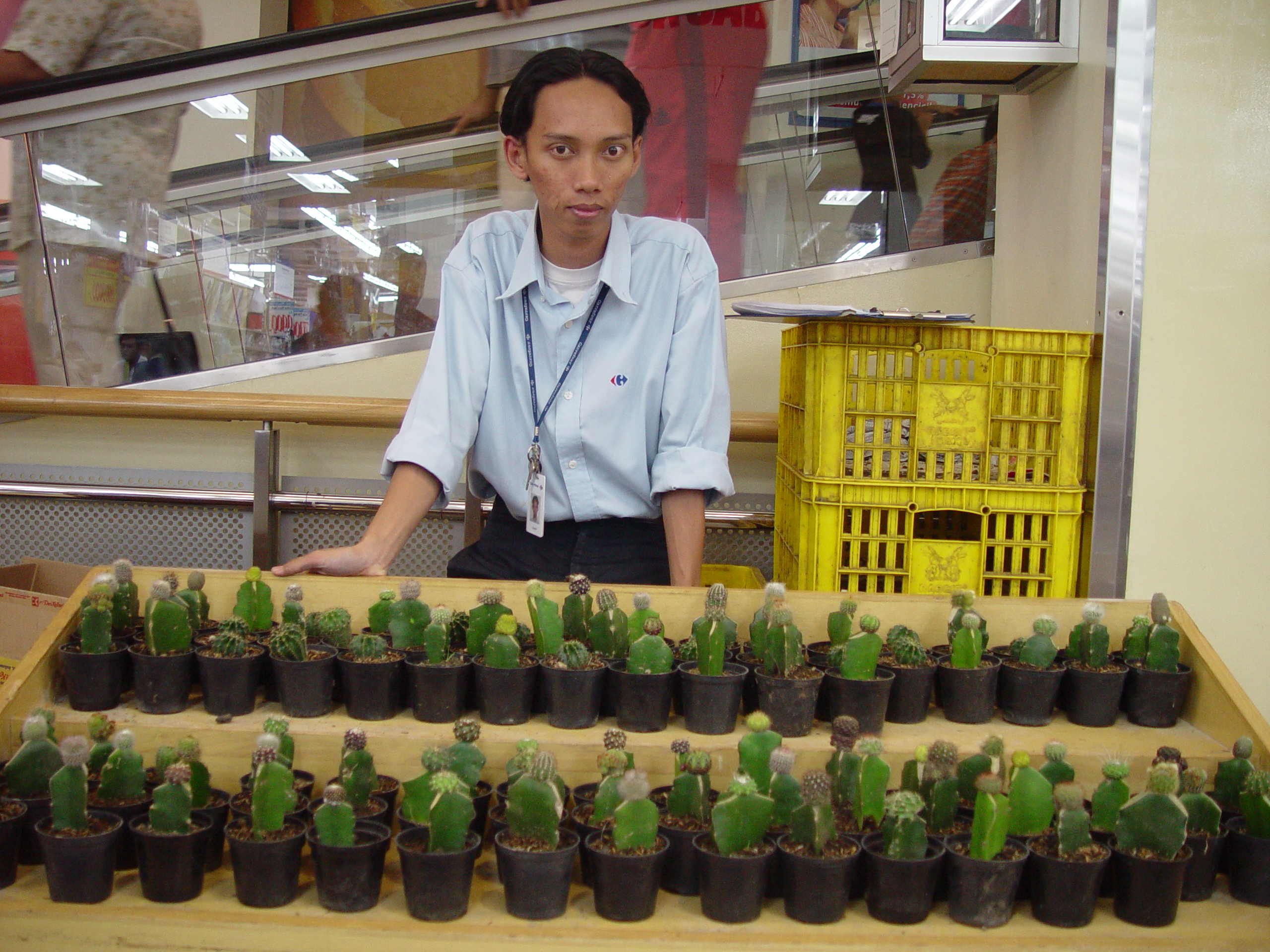
Vânzător

Vânzătorul este o persoană fizică sau juridică care vinde ceva ocazional sau permanent. Acest termen se poate referi și la o persoană care este angajată într-un magazin pentru a efectua vânzarea mărfurilor și pentru a servi clientela. La figurat, vânzător poate însemna trădător, înșelător.

## Rolul vinzatorului
Rolul vânzătorului se bazează pe un șir de aspecte:
- să reprezinte Compania;
- să gestioneze și să dezvolte rețeaua de clienți;
- să identifice nevoile, intențiile de cumpărare și să le transforme în decizii;
- să prezinte produsul interesat, precum și alte produse conexe;
- să urmărească informațiile despre produse;
- să urmărească satisfacția clienților;
- să informeze clienții despre ofertele existente.

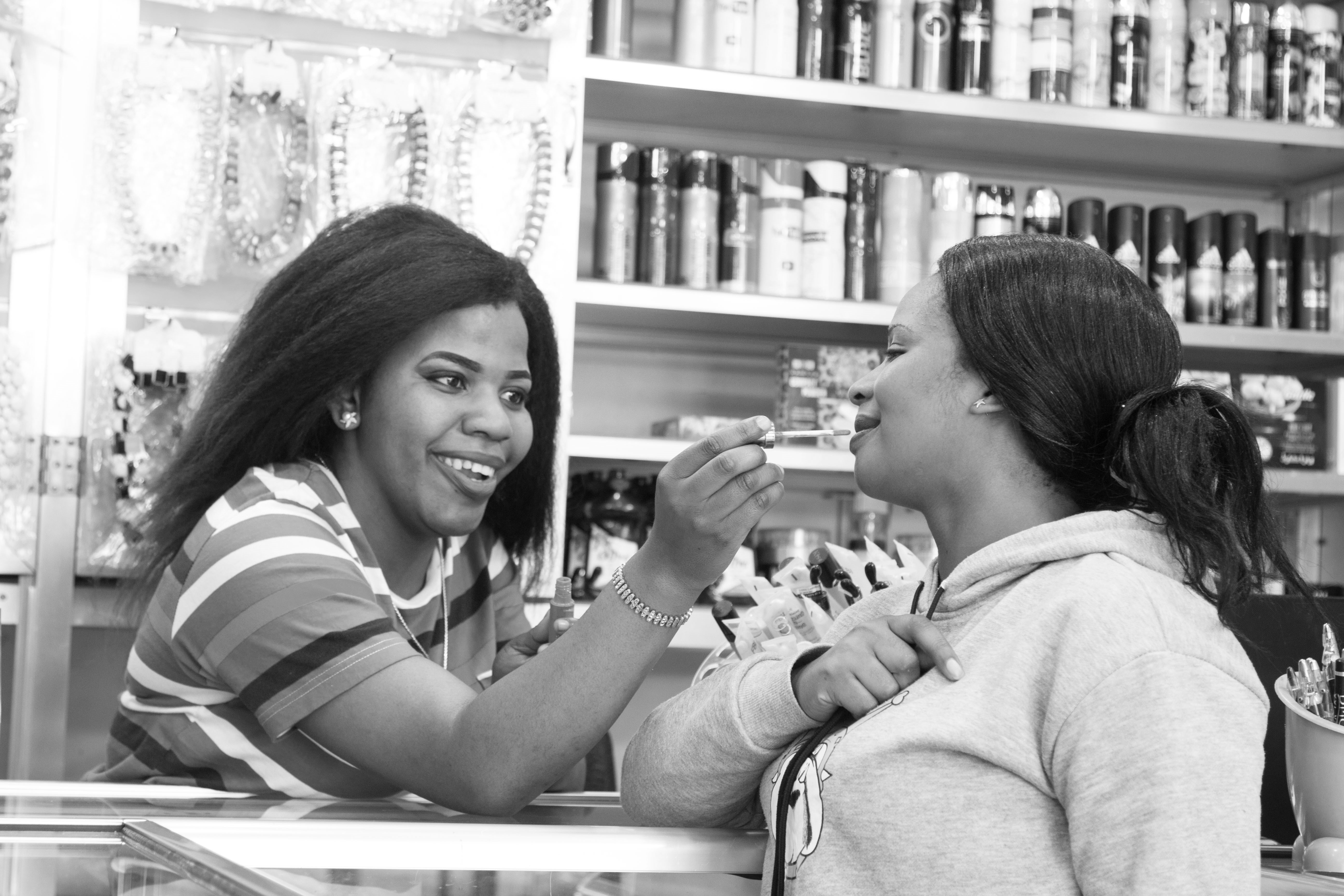
Arta convingerii (Tanzania)